# Union des syndicats de l'immobilier
 (décembre 2015).
L’Union des syndicats de l'immobilier (UNIS) est une organisation issue du rapprochement, en 2009, de la Confédération nationale des administrateurs de biens (CNAB), du Conseil supérieur de l’administration de biens (CSAB) et de l’Union nationale de l’immobilier (Unit). 
L'Union des Syndicats de l'Immobilier est une organisation nationale (structurée en 20 pôles territoriaux) proche des consommateurs, au service de ses membres professionnels de l'immobilier : gérants d'immeubles, agents immobiliers, syndics de copropriété, marchands de biens et experts immobiliers. Elle dispose en interne d'un service juridique, d'une service formation, d'un service communication et d'un service adhésion. 
Le 12 septembre 2011, l'UNIS présente avec la FNAIM, ses propositions pour une réforme des métiers de l'immobilier. Les 2 principales organisations professionnelles du secteur immobilier ont ainsi rendu public un Livre Blanc contenant leurs propositions communes pour une réforme des métiers de l'immobilier. Fruits d'une large concertation menée au cours du 1er semestre 2011 dans le cadre d'États Généraux des Professions Immobilières, ces mesures, présentées aux pouvoirs publics répondent aux besoins d'évolution de la profession, pour en assurer l'avenir et garantir la meilleure qualité de service pour les consommateurs. www.unis-immo.fr

## Représentativité
UNIS représentait dès sa création :
- 2000 administrateurs de biens et syndics de copropriété ;
- 2000 agents immobiliers et transactionnaires ;
- 400 marchands de biens.

L'UNIS dispose au Conseil National de la Gestion et de la Transaction Immobilières (CNTGI) de 2 sièges sur les 7 octroyés aux syndicats professionnels.
L'UNIS est l'un des 5 membres fondateurs de CLAMEUR (acronyme de Connaître les Loyers et Analyser les Marchés sur les Espaces Urbains et Ruraux).
Avril 2019 : L'UNIS perd son principal adhérent, le groupe Foncia, qui décide de rejoindre le SNPI, qui se présente comme le premier syndicat français de l'immobilier.

## Objectifs
Les objectifs des membres fondateurs de l'Union des syndicats de l'immobilier étaient :
- d’accroître la représentativité et l’influence de leur organisation professionnelle auprès des pouvoirs publics, tant nationaux que régionaux ;
- d’accroître les services rendus à leurs adhérents, notamment en matière d’information, de formation ;
- de conduire une politique de développement, en termes de couverture territoriale ;
- de maintenir et promouvoir les principes définis par leur code de déontologie : exigence de professionnalisme, de qualité des services rendus, de confraternité et de probité ;
- de valoriser la perception de leurs professions, sous ses différents aspects ;
- mettre en valeur ce qui est la raison d’être de nos adhérents « Notre métier, c’est votre garantie ».

## Dirigeants
- Présidente : Danielle Dubrac
- Vice Président : Stéphane Beddeleem

Anciens Présidents 
- de 2014 à 2020 : Christophe Tanay
- de 2012 à 2014 : Etienne Ginot
- de 2009 à 2012 : Serge Ivars